# 마나사
마나사(산스크리트어: मनसा)는 힌두교의 나가 여신이다. 마나사는 주로 비하르, 벵골, 자르칸드, 남아삼, 북동인도의 다른 지역들과 우타라칸드에서 주로 뱀에 물린 상처를 예방하고 치료하며, 또한 비옥함과 번영을 위해 숭배된다. 힌두교에서 마나사는 시바 신의 딸이지만 현자에 의해 길러졌다. 마나사는 나가라자인 세샤와 바수키의 여동생이며 현자 자라트카루의 아내이다. 그녀는 현자 아스티카의 어머니이다. 그녀는 또한 비샤하리(독의 파괴자), 니티아(영원한), 파드마바티로도 알려져 있다.
지역 전승에서, 그녀의 이야기들은 아버지 시바와 남편(자자가트카루)에 의한 거부와 새어머니 찬디(시바의 아내, 같은 맥락에서 파르바티와 동일시됨)에 대한 증오로 인해 그녀의 나쁜 성미와 불행을 강조한다. 마나사는 그녀의 헌신자들에게는 친절하지만, 그녀를 숭배하기를 거부하는 사람들에게는 가혹한 것으로 묘사된다. 그녀의 혼혈 때문에 완전한 신을 부정했던, 마나사의 목표는 여신으로서의 그녀의 권위를 완전히 확립하는 것이었고, 확고한 인간 헌신자들을 얻는 것이었다.

## 참고 문헌
- McDaniel, June (2004). 《Offering Flowers, Feeding Skulls: Popular Goddess Worship in West Benegal》. Oxford University Press, US. 368쪽. ISBN 0-19-516790-2.
- Wilkins, W. J. (2004). 《Hindu Mythology, Vedic and Puranic》 Fir publish: 1882판. Kessinger Publishing. 428쪽. ISBN 0-7661-8881-7.
- McDaniel, June (2002). 《Making Virtuous Daughters and Wives: An Introduction to Women's Brata Rituals in Bengali Folk Religion》. SUNY Press. 144쪽. ISBN 0-7914-5565-3.
- Dimock, Edward C. (1962). “The Goddess of Snakes in Medieval Bengali Literature”. 《History of Religions》 1 (2): 307–321. doi:10.1086/462451. JSTOR 1062059.
- Dowson, John (2003). 《Classical Dictionary of Hindu Mythology and Religion, Geography, History》. Kessinger Publishing. ISBN 0-7661-7589-8.